# Bonnet (Meuse)
Bonnet is een gemeente in het Franse departement Meuse (regio Grand Est) en telt 198 inwoners (1999).
De plaats maakt deel uit van het arrondissement Commercy en sinds maart 2015 van het kanton Ligny-en-Barrois. Daarvoor hoorde het bij het toen opgeheven kanton Gondrecourt-le-Château.

## Geografie
De oppervlakte bedraagt 29,06 km², de bevolkingsdichtheid is 6 inwoners per km².
De onderstaande kaart toont de ligging van Bonnet (Meuse) met de belangrijkste infrastructuur en aangrenzende gemeenten.

## Demografie
Onderstaande figuur toont het verloop van het inwonertal (bron: INSEE-tellingen).

Abainville · Amanty · Badonvilliers-Gérauvilliers · Biencourt-sur-Orge · Bonnet · Le Bouchon-sur-Saulx · Brauvilliers · Bure · Chanteraine · Chassey-Beaupré · Couvertpuis · Dainville-Bertheléville · Dammarie-sur-Saulx · Delouze-Rosières · Demange-Baudignécourt · Fouchères-aux-Bois · Givrauval · Gondrecourt-le-Château · Hévilliers · Horville-en-Ornois · Houdelaincourt · Ligny-en-Barrois · Longeaux · Mandres-en-Barrois · Mauvages · Menaucourt · Ménil-sur-Saulx · Montiers-sur-Saulx · Morley · Naix-aux-Forges · Nantois · Ribeaucourt · Les Roises · Saint-Amand-sur-Ornain · Saint-Joire · Tréveray · Vaudeville-le-Haut · Villers-le-Sec · Vouthon-Bas · Vouthon-Haut
1. ↑  Populations de référence 2022.